# ونکولم، منار
ونکولم، منار (به لاتین: Vannakulam, Mannar) یک منطقهٔ مسکونی در سری‌لانکا است که در استان شمالی (سری‌لانکا) واقع شده‌است.